# Bilmontör

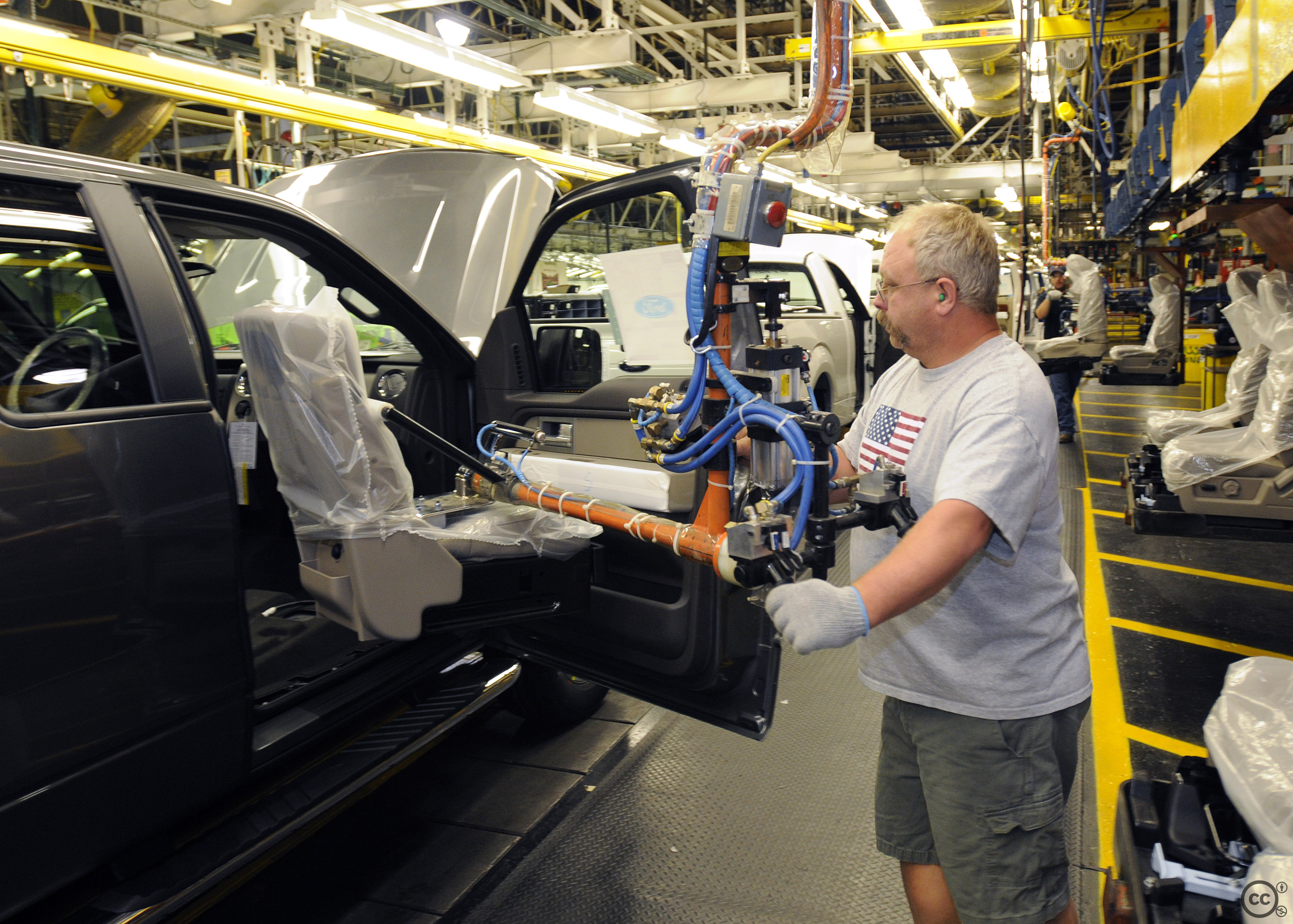
Bilmontör vid Fords Kansas City Assembly Plant (2008).

Bilmontör är en industriarbetare som bygger nya bilar enligt löpandebandprincipen som i en del av en serieprocess. Yrket har funnits sedan 1800-talet då de första självgående personbilarna började tillverkas.